# ヨス・ファン・エムデン
ヨス・ファン・エムデン（Jos van Emden、1985年2月18日 - ）は、オランダ、スヒーダム出身の自転車競技（ロードレース）選手。

## 経歴
2006年、ラボバンク・コンチネンタルにてプロキャリアスタート。
2008年、ラボバンクがUCIプロチームに昇格。
2014年、ジロ・デ・イタリア第14ステージ山岳TTのレース中にプロポーズをした。
2015年、エネコ・ツアー第4ステージのタイムトライアルにてUCIワールドツアー初勝利を獲得し、リーダージャージに袖を通した。
2016年、ステル・ZLM・トゥールではエースのセプ・ファンマルクをアシストしながらの総合3位。
2017年、悪天候のドワーズ・ドール・ウエストフラーンデレンにて逃げ切り勝利。ジロ・デ・イタリアでは最終ステージを制してグランツール初勝利を挙げた。

## 主な戦績

### 2006年
- ツール・ド・ノルマンディ　区間優勝（第3ステージ）

### 2007年
- シュパルカセン・ミュンスターラント・ギーロ　優勝

### 2008年
- ツール・ド・ノルマンディ　区間優勝（第8ステージ）
- ローヌ・アルプ・イゼール・ツール　区間優勝（第1ステージ）
- ブエルタ・シクリスタ・ア・レオン　区間優勝（第5ステージ）

### 2010年
- デルタ・ツアー・ゼーラント　総合2位（プロローグ優勝）
- ステル・エレクトロトゥール　区間優勝（プロローグ）
- オランダ選手権　優勝（個人タイムトライアル）

### 2011年
- デルタ・ツアー・ゼーラント　総合3位（プロローグ優勝）
- エネコ・ツアー　総合5位

### 2013年
- シュパルカセン・ミュンスターラント・ギーロ　優勝

### 2015年
- エネコ・ツアー　区間優勝（第4ステージ・個人タイムトライアル）

### 2016年
- ステル・ZLM・トゥール　総合3位（第1ステージ・個人タイムトライアル優勝）
- エネコ・ツアー　総合5位

### 2017年
- ドワーズ・ドール・ウエストフラーンデレン　優勝
- ジロ・デ・イタリア　区間優勝（第21ステージ）

### 2019年
- ZLMツアー 区間優勝（プロローグ）
- オランダ選手権　優勝（個人タイムトライアル）
- クロノ・デ・ナシオン 優勝

### 2023年
- オランダ選手権　優勝（個人タイムトライアル）